# Augustus Quirinus Rivinus

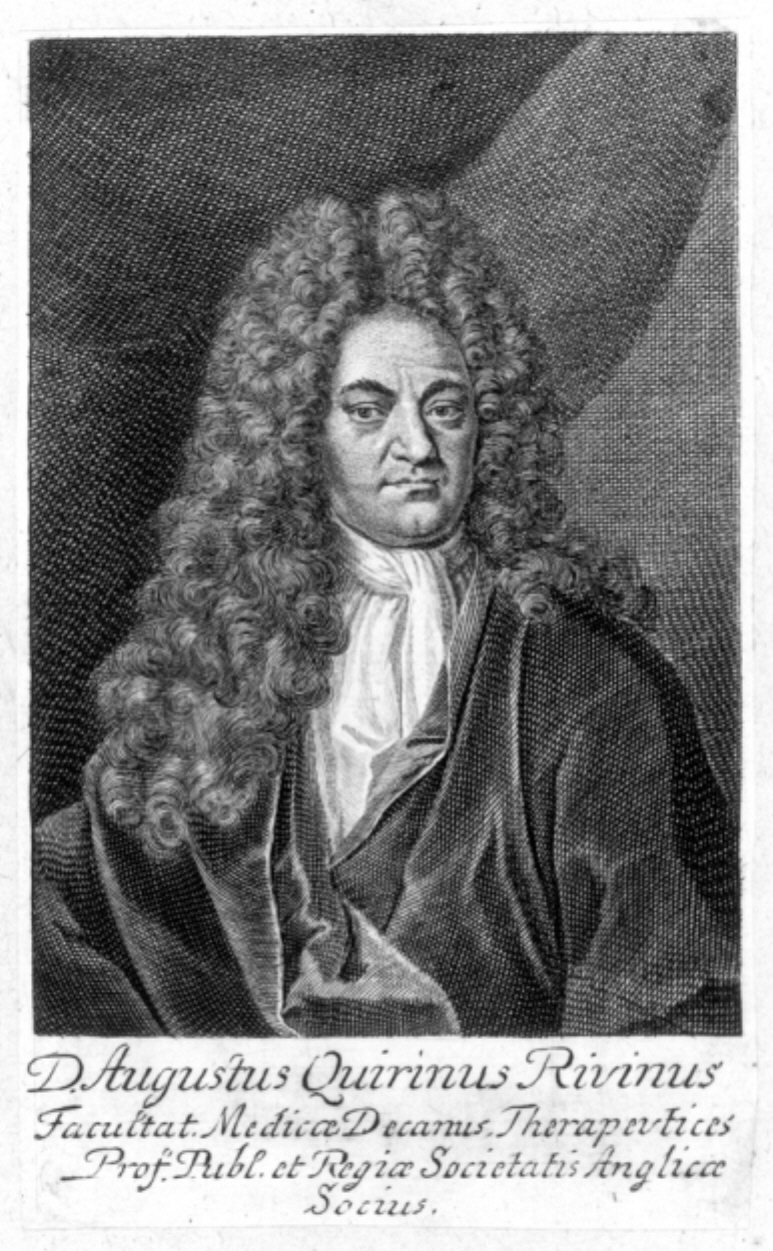
Augustus Quirinus Rivinus, Kupferstich von Martin Bernigeroth (1720)

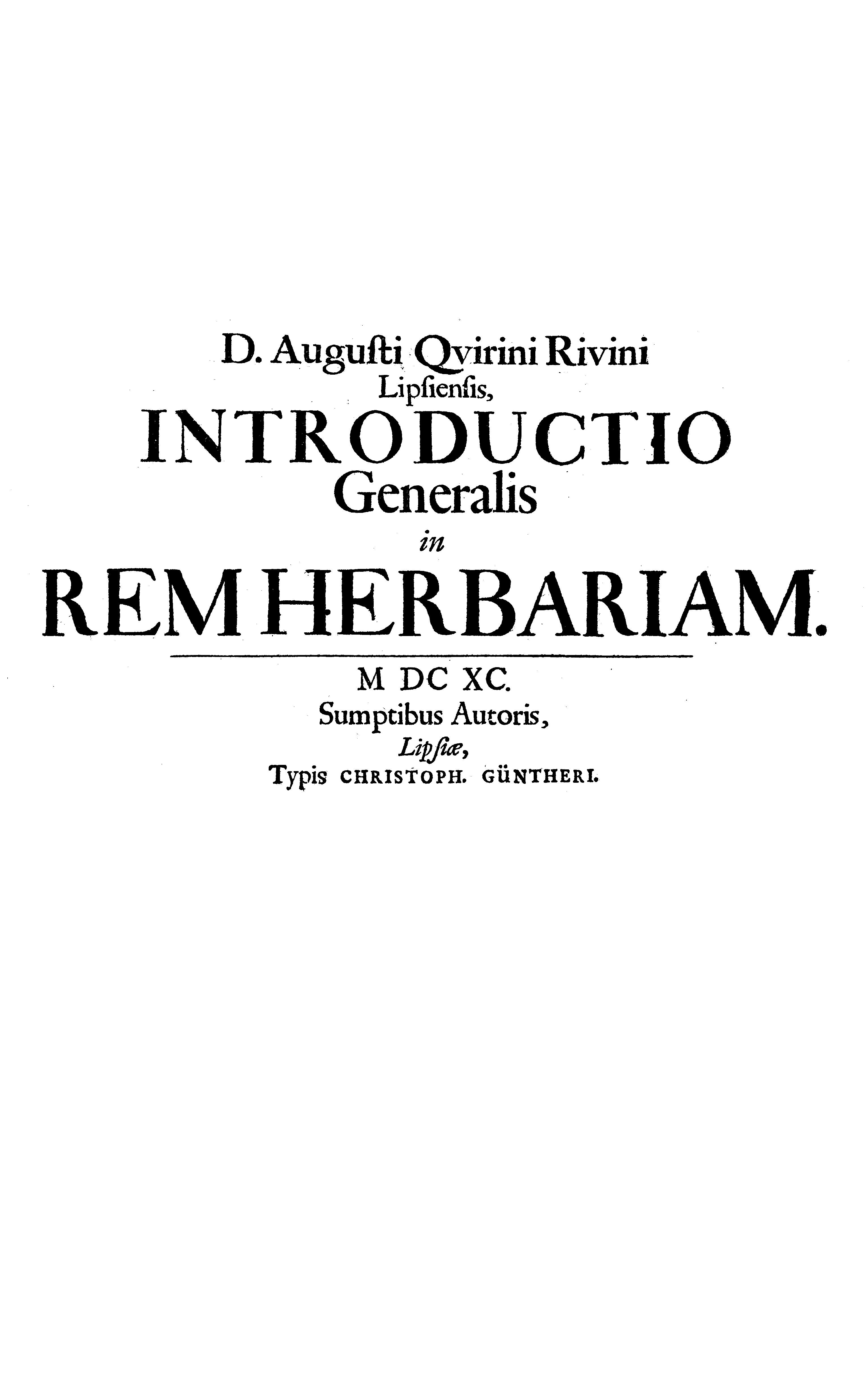
Titelseite von Introductio generalis in rem herbariam (1690)

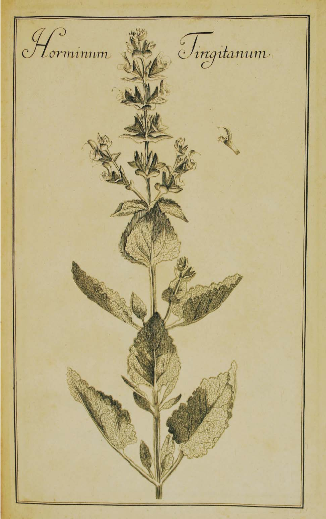
Kupferstich von Salvia tingitana im postum veröffentlichten Supplementum von Ordo plantarum

Augustus Quirinus Rivinus (auch August Quirin Rivinus, * 9. Dezember 1652 in Leipzig; † 30. Dezember 1723 ebenda) war ein deutscher Mediziner und Botaniker. 1690 veröffentlichte er in Introductio generalis in rem herbariam eine Systematik der Blütenpflanzen, die auf der Blütenkrone beruht. Sein offizielles botanisches Autorenkürzel lautet „Riv.“

## Leben und Wirken
Rivinus ist ein Sohn von Andreas Rivinus und dessen dritter Frau Catharina, einer Tochter von Tilemann Olearius. Sein Großvater, Andreas Bachmann († 1642), latinisierte den Familiennamen „Bachmann“ zu „Rivinus“.
1669 begann er an der Universität Leipzig zu studieren. Zu seinen Lehrern gehörten unter anderem Michael Ettmüller, Gottfried Welsch und Johannes Bohn. Am 26. Januar 1671 erlangte Rivinus dort den Grad eines „Magister philosophiae“ (Mag. phil.). Anschließend reiste er nach Holland und studierte später an der Universität Helmstedt unter Hermann Conring. Unter dessen Vorsitz verteidigte Rivinus am 15. Oktober 1676 seine Dissertation De Diabete, mit der er zum Doktor der Medizin  (Dr. med.) promoviert wurde. Am 25. September 1677 habilitierte Rivinus sich in Leipzig mit der Disputation De fermento ventriculi acido. Am 9. Juli 1688 wurde er in die medizinischen Fakultät der Universität Leipzig aufgenommen. Am 29. April 1691 wurde Rivinus zum ordentlichen Professor für Physiologie und Botanik ernannt. Zugleich wurde er Direktor des Botanischen Gartens der Universität Leipzig. In den Jahren 1699/1700 und 1709/1710 war er Rektor der Universität. In seine zweite Amtszeit als Rektor fielen die Feierlichkeiten anlässlich des 300-jährigen Bestehens der Universität Leipzig. Am 12. Februar 1701 wurde Rivinus zum Professor der Pathologie ernannt. Kurz darauf, am 22. Februar, wurde er Kollegiat des großen Fürstenkollegs und schließlich, am 23. April, Mitglied des Dezemvirats der Universität. Am 13. Dezember 1719 wurde Rivinus zum Professor der Therapie berufen. Außerdem war er seit 1719 ständiger Dekan („decanus perpetuus“) der medizinischen Fakultät.
Rivinus litt an Nieren- und Blasenstein und erkrankte an Pleuritis.
Rivinus war vier Mal verheiratet. Am 22. Oktober 1677 heiratete er Catharina Sophia (geborene Lang, † 1678), am 17. September 1681 Anne Sophie (geborene Pincker, † 1682), am 15. September 1685 Johanna Margaretha (geborene Kühlewein, † 1686) und 1690 Catharina Elisabeth (geborene Winckler, † 1693). Aus der vierten Ehe stammt der Arzt Johann August Rivinus (1692–1725).
Rivinus’ fast 8000 Exemplare umfassende Büchersammlung wurde am 27. Oktober 1727 versteigert.

## Leistungen

### Botanische

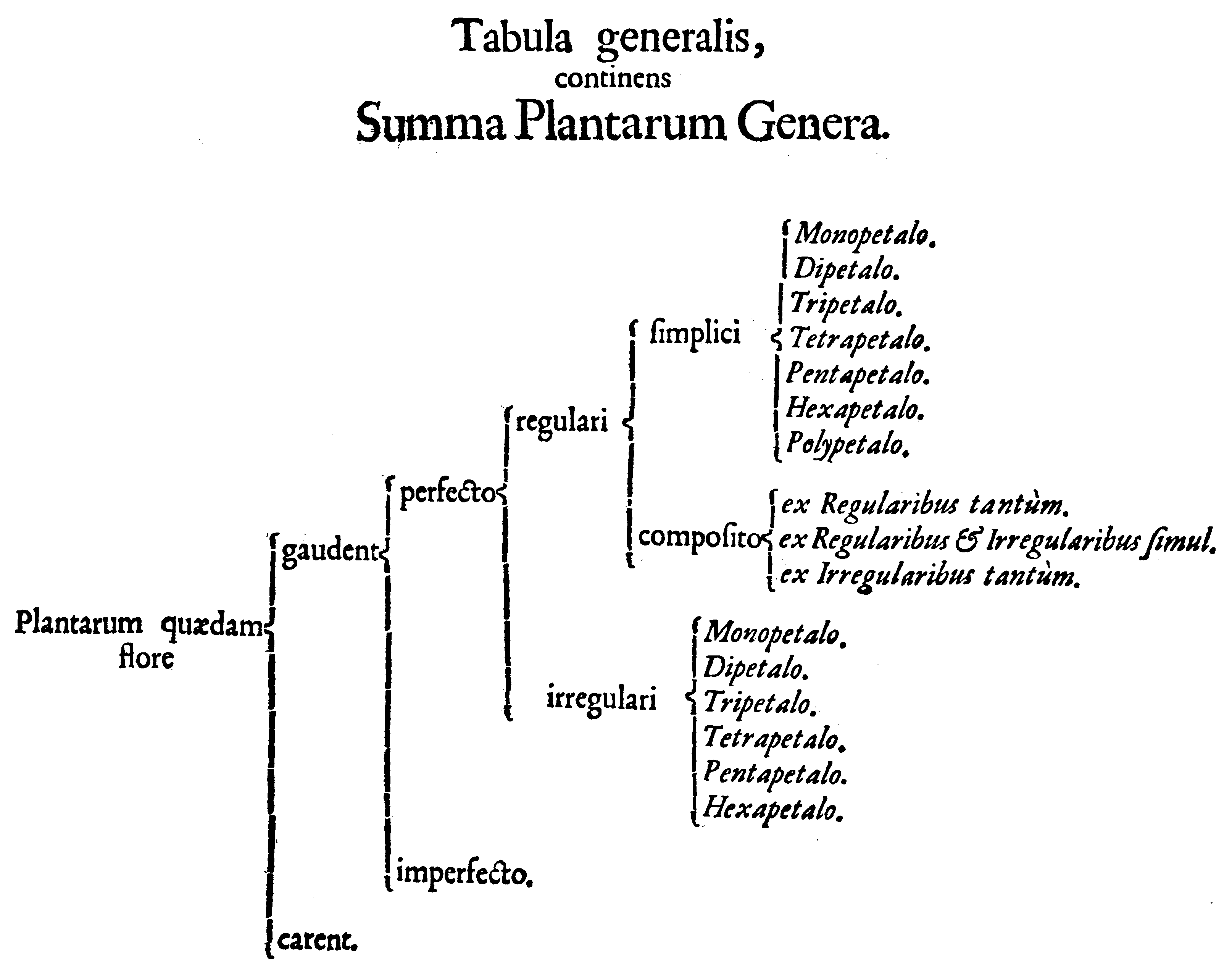
Darstellung von Rivinus Klassifikation der Pflanzen in Introductio generalis in rem herbariam (1690)

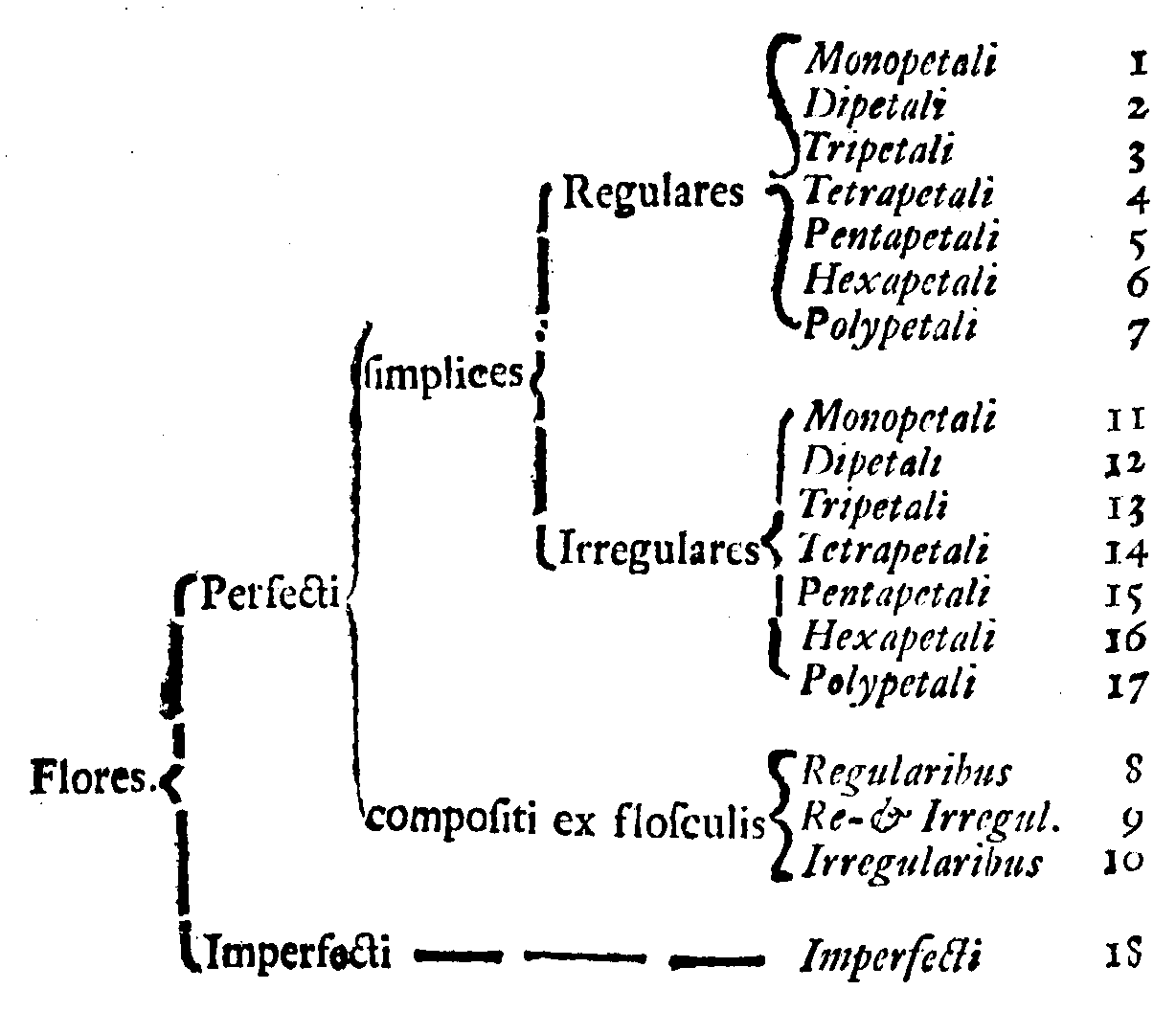
Schlüssel zur Systematik von Rivinus in Linnés Classes Plantarum von 1738.

Rivinus stellte ein Pflanzensystem auf, bei dem die Blütenkrone als differenzierendes Merkmal gilt. Er baute sein System dabei auf den von Joachim Jungius vertretenen morphologischen Prinzipien auf. Er verbreitete Gedanken einer binären Nomenklatur. Dabei forderte er, dass der Gattungsname bei jeder Art genannt werden müsse und der spezifische Artname ihm als Adjektiv zu folgen habe. Allerdings hielt er sich selbst in seinen Arbeiten zur Pflanzensystematik nicht an diese Forderung.

### Medizinische
In der Disputation De dyspepsia (1679) beschrieb Rivinus zum ersten Mal den Ausführungsgang der Unterzungenspeicheldrüse (Glandula sublingualis). Mit Christian Lange und August Hauptmann war er Mitbegründer der „Pathologia animata“ (parasitäre Krankheitslehre), die davon ausging, dass fast alle Krankheiten durch Würmer und Milben entstehen.

## Ehrungen
1699 wurde Rivinus korrespondierendes Mitglied der Académie royale des sciences. Am 30. November 1703 wurde er als Mitglied („Fellow“) in die Royal Society gewählt.
Charles Plumier benannte ihm zu Ehren die Pflanzengattung Rivina aus der Pflanzenfamilie der Kermesbeerengewächse (Phytolaccaceae). Carl von Linné übernahm später diesen Namen. Das Artepitheton des Hain-Veilchens (Viola riviniana Reichenb., 1823) verweist auf Rivinus.

## Schriften (Auswahl)
- Libertas primaeva. Leipzig [1672] (Digitalisat) – Magisterarbeit unter Tileman Andreas Rivinus (1654–1692).
- De diabete. Müller, Helmstädt 1676 (Digitalisat) – Doktordissertation unter Hermann Conring.
- De acido ventriculi fermento. Georgius, [Leipzig] 1677 (Digitalisat) – Habilitationsschrift.
- De dyspepsia. Zibius, Leipzig [1679] (Digitalisat) – Respondent Heinrich Christoph Kühne.
- De Lipsiensi peste anni 1680. Cörner, Leipzig 1681 (Digitalisat).
  - Tractat von der Pest. Leipzig 1714 (Digitalisat).
- Introductio generalis in rem herbariam. Leipzig 1690 (Digitalisat, Digitalisat, Digitalisat).
  - Leipzig 1696 (Digitalisat).
  - Leipzig 1720 (Digitalisat).
- Ordo plantarum, quae sunt flore irregulari monopetalo. Leipzig 1690 (Digitalisat, Digitalisat, Digitalisat).
- Ordo plantarum, quae suns fore irregulari tetrapetalo. Leipzig 1691 (Digitalisat, Digitalisat, Digitalisat).
- Ordo plantarum quae suni flore irregulars pentapetalo. Leipzig 1699 (Digitalisat, Digitalisat, Digitalisat).
- Censura medicamentorum officinalium. Fritsch, Leipzig 1701 (Digitalisat).
- Dissertationes Medicae. Diversis temporibus habitae, nunc vero in unum fasciculum collectae. Leipzig 1710 (Digitalisat) – enthält 49 Disputationen.
- De auditus viciis. Titius, Leipzig 1711 (Digitalisat).
- Manuductio ad Chemiam pharmaceuticam. Tauber, Nürnberg 1718 (Digitalisat).
- Lectiones Therapevticae Facultatis Medicae Lipsiensis Decani. Leipzig 1719 (Digitalisat).
- Vom wahren Alter so wohl der Welt, als auch unsers Heylandes, wie solches aus genauer Ubereinstimmung der Stern-Kunst mit der so wohl Geist- als Weltlichen Historie deutlich erwiesen. Leipzig 1721 (Digitalisat).

postum
- Icones plantarum quae sunt flore irregulari hexapetalo. Leipzig 1764 (Digitalisat) – herausgegeben von Christian Gottlieb Ludwig.
- [Supplementum ad Ordo plantarum]. (Digitalisat).

## Briefe
- [Epistola ad Johannum Raium]. In: Synopsis methodica stirpium Britannicarum. 2. Auflage, London 1696, S. 3–27 (Digitalisat) – Brief vom 5. November 1694 an John Ray.

## Bibliotheksverzeichnis
- Georg Samuel Hermann: Bibliotheca Riviniana sive catalogus librorum philologico-philosophio-historicorum […]. Leipzig 1727 (Digitalisat).